# Fronteras de los Estados Unidos
Estados Unidos es un país ubicado en América del Norte de manera longitudinal, que abarca diversas áreas ecogeográficas del continente.

## Fronteras terrestres

Zona económica exclusiva de Estados Unidos.

Mapa de los estados que tienen fronteras internacionales.

Estados Unidos comparte fronteras terrestres internacionales con dos naciones:
- Con Canadá al norte, y dividida en dos secciones.
- Con México al sur.

## Fronteras marítimas

Islas y territorios pertenecientes al área insular de Estados Unidos.

La frontera entre Estados Unidos y Rusia fue definida por un acuerdo en disputa que cubre el mar de Bering, el estrecho de Bering y el océano Ártico. La línea internacional de cambio de fecha actúa esencialmente como la frontera de facto entre las dos naciones. Durante el invierno, cuando el estrecho de Bering se congela, viajar entre Rusia y los Estados Unidos es técnicamente posible (aunque no legal).
Estados Unidos también posee fronteras marítimas en otros continentes debido a la existencia de posesiones ultramarinas en las diversas aguas del mundo. Los países con los que comparte límites en los mares son:
- Bahamas
- Canadá
- Cuba (Guantánamo y la Isla Navassa)
- Haití (isla de Navassa)
- Jamaica (isla de Navassa)
- Japón (islas Marianas del Norte)
- Kiribati (isla Baker, isla Howland, isla Jarvis, arrecife Kingman y atolón Palmyra)
- Islas Marshall (Wake)
- México
- Micronesia (Guam)
- Países Bajos (islas Vírgenes)
- República Dominicana (islas Vírgenes)
- Reino Unido (islas Vírgenes)
- Rusia
- Venezuela (islas Vírgenes)